# 兪鴻
兪鴻（ゆこう）、字は偉臣、本籍を浙江とする中国清代の官人。1890年に台南府糧捕海防通判のに任じられ、清の台湾統治期間の後期、澎湖地方政府の主官となる。
1895年、台湾民主国が建国されると台北府知府に就任する。乙未戦争が開始されると、台北は日本軍に占領され、最後の台北府知府となった。